# Isaac Charles Johnson
Isaac Charles Johnson (28. ledna 1811 Londýn – 29. listopadu 1911 Gravesend) byl britský výrobce cementu a průkopník ve výrobě Portlandského cementu.

## Život
Isaac Charles Johnson se narodil v Londýně Vauxhallu. Ve čtrnácti letech pracoval v knihkupectví na Graven-Street Strand. V šestnácti letech nastoupil do Nine Elnas do závodu Francis & White, kde už pracoval jeho otec. Začal pracovat jako palič sádry a postupně pracoval v ostatních výrobních odděleních až dosáhl na funkci dozorce stavby komínů a pecí. V roce 1828 se navíc začal učit truhlářem a navštěvoval večerní školu, kde získal vědomosti z chemie a mechaniky. V roce 1833 se stal manažerem v cementárně John Bazeley White ve Swancombe (Frostova cementárna), který vyráběl románský cement. V roce 1843 čelil kvalitnějšímu cementu od firmy Maude, Son & Co., který vyráběl Aspdinův "Portlandský cement". Protože Joseph Aspdin a pak následně i jeho syn William, pečlivě chránili výrobní postupy, začal Johnson provádět vlastní pokusy. Výsledkem byla zlepšení výrobních postupů a zlepšení vlastností Římského cementu, které se blížily vlastnostem současného Portlandského cementu. V roce 1848 založil vlastní závod v Rochesteru Medway, kde si pronajal parní stroj a vystavěl dle vlastního projektu stolové a sušicí pece. V roce 1852 si pronajal křídové pole v Cliffe na Temží a vybudoval zde nový vlastní závod. Záhy získal cementárnu v Gatesheadu, ve které byl dříve ředitelem William Aspdin. V roce 1873 vybudoval další závod v Greenwhithe. V roce 1856 založil vlastní firmu I. C. Johnson & Co. v Gateshead on Tyne a později v Greenhithe on Thames v Kentu. Jeho firmy byly úspěšnými a významnými podniky v oboru výroby cementi ve Velké Británii. Cementárna v Greenhithe byla v roce 1901 zmodernizována výstavbou rotační pece. V roce 1911 se společnost I. C. Johnson & Co.stala součástí Blue Cirkl Group. Provoz v cementárně v Greenhithe byl ukončen v roce 1971.
Své závody Johnson řídil až do své smrti jako president a ředitel. Mimo to byl vášnivý fotograf, v 87 letech začal jezdit na kole a tuto činnost prováděl až do svých 98 let. Svoji závěť nechal přeložit do starořečtiny, kterou se začal učit ve vysokém věku. K stoletým narozeninám v roce 1911 obdržel stříbrný čajový servis od Společnosti anglických výrobců cementu. Zemřel v listopadu 1911 ve své vile Mayfield House v Gravesed.

## Dílo
- Johnsonova stolová pec – dosahovala vyšších vypalovacích teplot. Výsledný materiál byl slinutý, takže cement, který se z něj vyráběl, měl vlastnosti portlandského cementu blízkému dnešnímu portlandskému cementu.
- Zdokonalení homogenizace surovin pro výrobu cementu.
- Zdokonalení sušení a výpalu.
- Napsal autobiografii, která byla vydána po jeho smrti.[p. 2]